# Tomorrow X Together
Tomorrow X Together (em coreano: 투모로우바이투게더, Tomorrow by Together, estilizado em letras maiúsculas, RR: Tumoroubaitugedeo), comumente abreviado como TXT, é um grupo masculino sul-coreano formado pela Big Hit Entertainment. O grupo é composto por cinco integrantes: Yeonjun, Soobin, Beomgyu, Taehyun e HueningKai.
Eles estrearam em 4 de março de 2019 com o extended play (EP) The Dream Chapter: Star. O EP estreou no topo das tabelas Gaon Album Chart e Billboard World Albums e entrou na 140ª posição da Billboard 200, a maior posição alcançada por um projeto de estreia de um grupo masculino de K-pop na época. O carro-chefe "Crown" estreou na primeira posição da Billboard World Digital Songs. O grupo também alcançou o topo da tabela de artistas emergentes da Billboard. TXT foi o primeiro grupo masculino sul-coreano a se apresentar e ser uma das atrações principais do Lollapalooza, um dos maiores festivais de música dos Estados Unidos.
O sucesso comercial inicial do grupo lhes rendeu vários prêmios de artistas novatos, incluindo Rookie of the Year no 34º Golden Disc Awards e no Melon Music Awards de 2019, New Artist of the Year no 9º Gaon Chart Music Awards e Best New Male Artist no Mnet Asian Music Awards de 2019.

## História

### Pré-estréia
Os planos para um segundo grupo de garotos da Big Hit Music foram anunciados pelo fundador Bang Si-hyuk em 2017 e uma data de estréia para o início de 2019 marcada em novembro de 2018. TXT foi revelado oficialmente em 10 de janeiro de 2019.
Rapidamente, o TXT ficou em primeiro lugar em vários mecanismos de busca, e recebeu atenção da Billboard, que escreveu vários artigos e postou vídeos falando do grupo.
No mesmo dia, foi revelado Yeonjun, o primeiro membro do grupo. Alguns dias depois foram revelados outros membros como Soobin (que mais tarde foi confirmado como líder), Hueningkai, Taehyun e Beomgyu. Três dias depois, em 24 de janeiro, houve a confirmação de que o TXT seria um grupo de cinco membros, e então um vídeo introdutório e uma foto do grupo foram liberados. Além disso, o grupo estabeleceu sua saudação oficial criando sua conta no Twitter, o forum oficial de fãs e o seu canal no V Live.

### 2019: Estréia comThe Dream Chapter: Stare primeiro comeback comThe Dream Chapter: Magic
Em 7 de fevereiro de 2019, a Big Hit confirmou que a data de estreia seria 4 de março. Um show de estreia do grupo foi ao ar na Mnet e no YouTube. O título do EP, The Dream Chapter: Star, também foi revelado. Um showcase foi realizado no Yes24 Live Hall em 5 de março. Após o lançamento do EP, o videoclipe de seu single de estreia, "Crown", quebrou o recorde do vídeo musical de estréia mais visto no K-pop em 24 horas por um boy group, atingindo mais de 15 milhões de visualizações registradas no Youtube. Mais tarde o grupo também lançou outros dois MVs intitulados "Cat & Dog" (possuindo uma versão em inglês), a principal b-side do EP, e a cinemática "Nap of a Star", esta que deu início ao universo fictício de TXT chamado "TU".
Uma semana após o lançamento de seu álbum, o grupo estreia em primeiro lugar na Billboard Emerging Artists, World Albums, e World Digital Song Sales e estreou no No. 140 na Billboard 200 pela primeira vez, tornando-os grupo de K-pop mais rápido a aparecer nas paradas e no álbum de estréia mais bem apresentado por qualquer grupo masculino de K-pop. O grupo ganhou seu primeiro troféu de música no dia 12 de março no The Show.

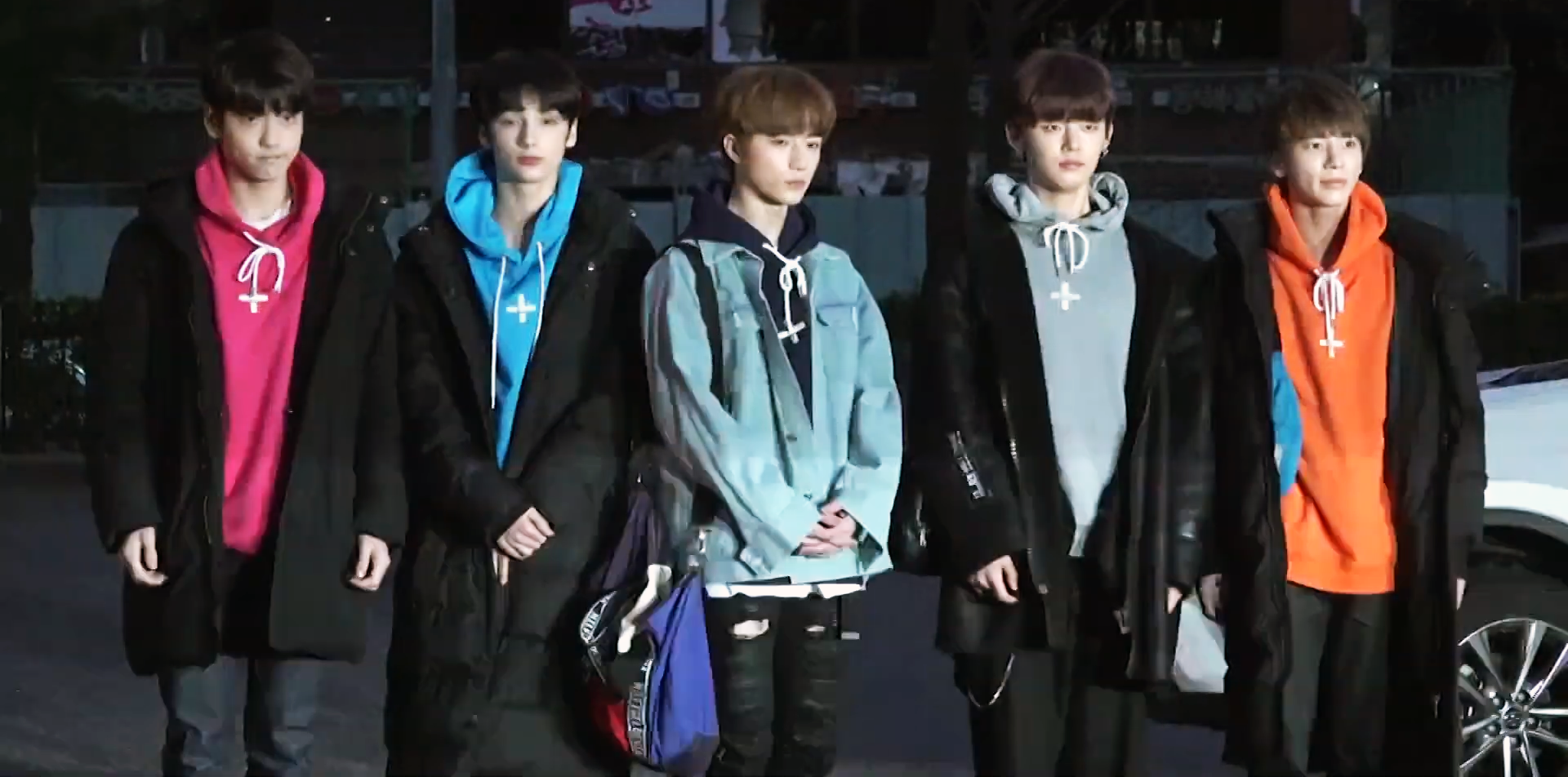
TXT durante sua promoção no Music Bank em 19 de março de 2019.

Dando continuidade ao período de promoção do álbum de debut, foi anunciado em 8 de abril que o grupo entraria em turnê pelos Estados Unidos (intitulada Star in U.S.) passando por cinco cidades, Nova Iorque, Chicago, Orlando, Atlanta, Dallas e Los Angeles. Ainda em abril, a iHeartRadio anunciou TXT para a line-up principal do festival Wango Tango, este que ocorreu no dia 1 de junho. Com essa participação, Tomorrow by Together se tornou o primeiro grupo de K-pop a se apresentar no festival. Paralelamente a turnê pelos EUA, o grupo estava gravando um reality show de oito episódios pela Mnet, intilulado "One Dream.TXT", este que acompanhou os 30 dias que estiveram em terras americanas; o primeiro episódio foi ao ar em 27 de junho e o último em 22 de agosto. A transmissão foi ao vivo pelo canal coreano de TV da Mnet e gravado na íntegra no canal da mesma no Youtube.No dia 1 de agosto TXT participou de seu primeiro evento de premiação, o MGMA, promovida e realizada pela Genie e Mnet em conjunto. Nessa ocasião, o grupo realizou uma apresentação da música título "Crown", no entanto Yeonjun não pode ir ao evento devido a dores nas costas, segundo a Big Hit em um comunicado momentos antes do inicio da premiação, mas mesmo desfalcados a presentação foi realizada. Eles também foram nomeados para a categoria "Best Male Rookie of the Year" (melhor estreante masculino do ano), saindo da noite como vencedores do prêmio, o primeiro do tipo.

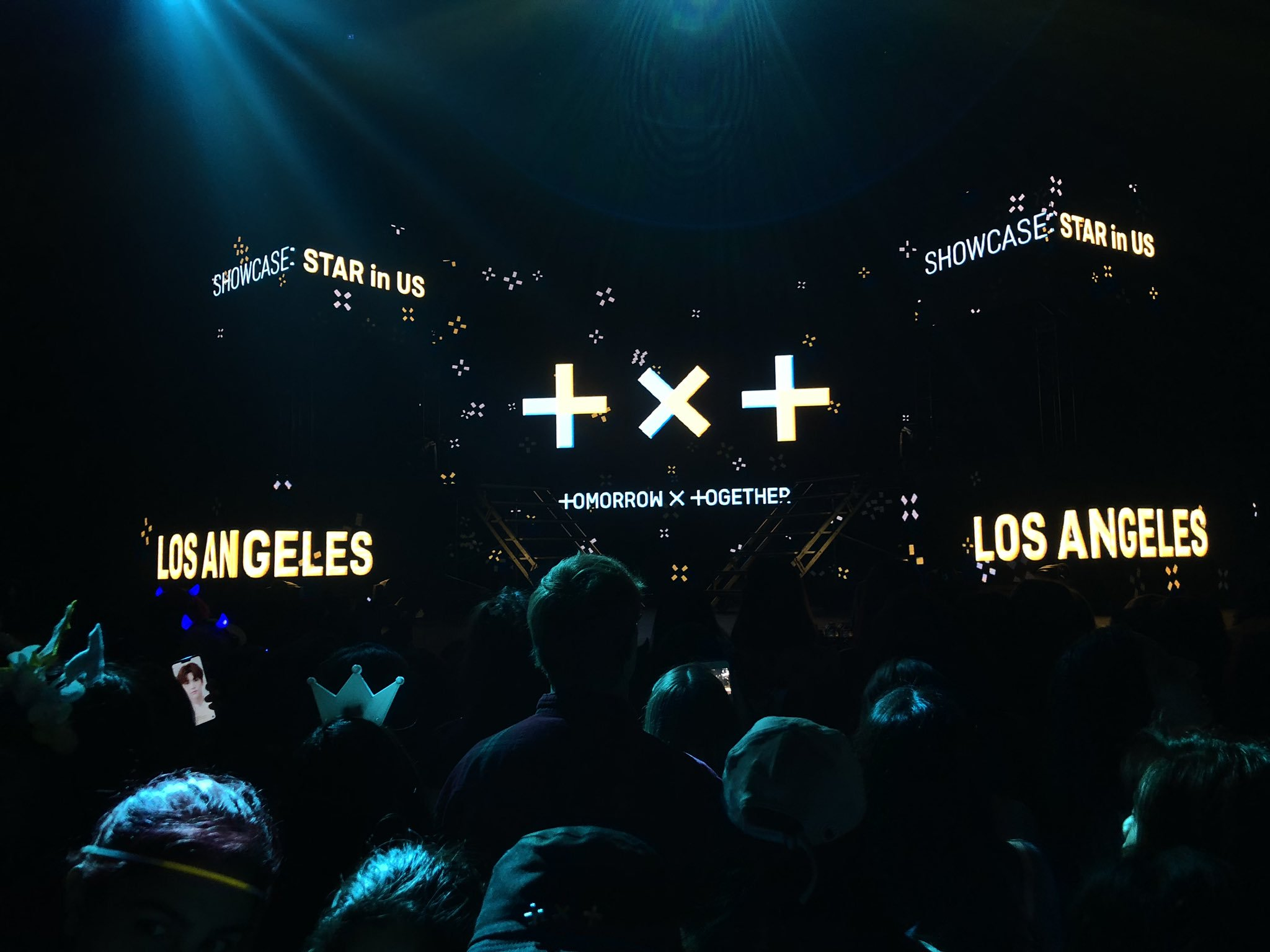
Showcase de TXT em Los Angeles, 24 de maio de 2019

A princípio, o primeiro comeback do grupo estava marcado para o inicio de setembro de 2019, mas devido a condições de saúde de Soobin, diagnosticado com conjuntivite infecciosa, foi adiado para o final do mesmo mês, entretanto um tempo depois foi anunciado oficialmente pela Big Hit que os integrantes Taehyun e Hueningkai haviam contraído a mesma doença e o comeback foi adiado para o final do mês de outubro.
Também participaram do Soribada Best K-Music Awards, onde também se apresentariam, porém devido as circunstancia da saúde do membros, a apresentação foi cancela e o TXT apenas marcou presença. Na premiação foram novamente indicados para a categoria de melhor estreante do ano e levando para casa o prêmio mais uma vez.
Após longa espera dos fãs, foi anunciado em 22 de agosto o nome oficial do fandom, sendo este "MOA" ("Moments of Alwaysness", trad. "momentos de sempre"). Inicialmente o nome da comunidade de fãs de TXT foi anunciado como "Young One" em 25 de abril de 2019, no entanto este foi duramente recusado nas redes sociais, pois o mesmo coincidia com o nome do fandom da cantora Tiffany Young, então a Big Hit manisfestou-se pedindo desculpas pelo ocorrido e anunciando a sua revisão.
No dia 1 de outubro finalmente foi anunciado a data precisa e o título do primeiro come back do grupo, sendo este para 21 de outubro e nomeado The Dream Chapter: Magic (TDC:M). No dia seguinte o trailler conceitual do próximo álbum foi apresentado. No dia 11 de outubro, o canal Mnet divulgou que o TXT teria um "Come Back Show" exclusivo no dia do lançamento do álbum. Seguindo o cronograma, nos dias 13 e 16 de outubro fora apresentado os teasers do single do álbum, "Run Away", e no dia 17 do mesmo mês a lista das oito faixas presentes no álbum, que dessa vez seria completo, ou seja, um álbum de estúdio. Finalmente, após longa espera dos fãs, Tomorrow x Together realizou seu primeiro comeback, lançando o MV da faixa-título "Run Away", descrito como fantástica e com muita magia, cheia de sonhos e descobertas, a música também é tida como animada e explosiva, com um rock vibrante e uma variedade dinâmica dos vocais. Um dia antes houve uma coletiva de impressa onde os membros apresentaram e primeira-mão a canção-título e sua coreografia para os repórteres. No dia 29 de outubro, "Run Away" recebeu seu primeiro prêmio em um programa musical (The Show). Em 18 de novembro foi ao ar mais um capítulo do universo fictício de TXT, sendo lançado o MV de "Magic Island", um "aventura ardente" que está diretamente relacionado com o último MV do "TU". Também foi lançado o MV de "Angel or Devil",  b-side de TDC:M, no dia 28 de novembr,o a data foi comemorada pelos 100 dias que o nome do fandom foi anunciado.
No dia 16 de novembro aconteceu o V Heartbeat, premiação da plataforma V Live. Nesse evento o TXT foi indicado a duas categorias: Global Rookie Top 5 e Most Loved Artist, vencendo apenas na primeira categoria. Na mesma noite performaram suas duas faixas-título "Crown" e "Run Away". Outra premiação que ocorreu foi o Asian Artist Awards, desta vez no Vietnã, onde o grupo performou novamente "Crown" e "Run Away" e levou o premio de Rookie Artist na categoria cantor. Seguindo as premiações de fim de ano, em 30 de novembro TXT ganhou o prêmio de Rookie do ano no MMA 2019, onde também realizou uma bela apresentação do trailer conceitual de TDC:M, somado a uma incrível performance de "New Rules" e "Run Away" com direito a dance break. No MAMA 2019, que ocorreu no dia 4 de dezembro, Tomorrow x Together performou uma dance break + "Run Away" e um Outro contendo a performance de dança solo de Hueningkai, no final foi revelado o nome do próximo álbum do grupo: "The Dream Chapter: Eternity"; TXT recebeu na mesma noite mais um prêmio, sendo estes Best New Male Artist e Worldwide Fans' Choice Top 10.
Foi anunciado no dia 27 de novembro o debut do TXT no mercado japonês com o single intitulado "Magic Hour", contendo três faixas em quarto versões. A estréia está previsto para o dia 15 de janeiro de 2020.

### 2020-presente: estréia no Japão comMagic Hour, retorno comThe Dream Chapter: Eternityeminisode1: Blue Hour
No dia 15 de janeiro o grupo realizou sua estréia no mercado japonês com o single "Magic Hour" contendo as versões em japonês das faixas "Crown", "Run Away" e "Angel or Devil". O lançamento alcançou o segundo lugar nas paradas da Oricon, confirmando o sucesso no Japão. Ainda em Janeiro, foi anunciado o lighstick oficial do grupo através de um vídeo no Twitter oficial da Big Hit. No dia 12 de janeiro houve a estréia do programa de variedade exclusivo do grupo intitulado "TO DO X TOMORROW X TOGETHER", que consiste em varias dinâmicas e atividades protagonizada pelos membros, semelhante ao "Run BTS!" do grupo BTS.
Ainda sobre sua estréia no mercado japonês, em 19 de janeiro o grupo teve sua primeira aparição na TV japonesa no programa Music Station da TV Asahi, onde performou a versão em japonês de "Run Away" e se consagrando como primeiro artista coreano a se apresentar no programa em 2020. TXT obteve com o single "Magic Hour" certificação ouro no Recording Industry Association of Japan (RIAJ), vendendo mais de 100.000 cópias. O grupo participaria no KCON Japan 2020, porém o evento foi cancelado em detrimento ao surto de COVID-19.
Em comemoração ao aniversário de sua estréia, o grupo realizou no dia 7 de março o "2020 TXT FANLIVE DREAM X TOGETHER", no Blue Square iMarket Hall. Inicialmente o evento contaria com a presença dos fãs, mas pela ocorrência do surto de COVID-19 na Coreia, essa participação foi cancelada e o evento foi transmitido exclusivamente pelo V Live, através de um pay-per-view. Ainda dentro das comemorações ao aniversário de estréia do TXT, no dia 13 de março foi lançado no canal oficial do Youtube do grupo um cover da música "In My Blood", originalmente do cantor Shawn Mendes.
TXT faria uma apresentação no The Fact Music Awards 2020 no dia 29 de fevereiro, mas o evento foi adiado para a segunda metade do ano devido a pandemia de COVID-19. No dia 16 de março o site oficial do evento publicou a lista de vencedores da premiação, sendo o TXT vencedor na categoria "Next Leader Award", juntamente ao grupo ITZY. Em 8 de abril, o grupo participou de uma transmissão especial com a artista Bebe Rexha no instagram.
No dia 27 de abril, após meses de espera, foi anunciado devidamente o novo retorno do grupo através de um vídeo no youtube. O vídeo confirmou o nome do novo álbum sendo "The Dream Chapter: Eternity". No dia seguinte, 28 de abril, um trailer fora apresentado ao fãs, também foi revelado a data do lançamento do álbum de do MV para o dia 18 de maio. Nas semas que se sucederam foram lançados diversas prévias individuais e em grupo referentes ao retorno.  No dia 18 de maio, o grupo trouxe ao público um novo mini-álbum contendo seis canções, entre elas a faixa-título "Can't You See Me" juntamente ao seu MV, a música relata alguns problemas relacionados a juventude, como relacionamento com amigos e a auto-aceitação. Ainda provendo o seu álbum, o TXT apresentou no dia 3 de junho um novo vídeo musical, dessa vez da faixa "PUMA".

Em 17 de setembro, o site OSEN relatou que TXT está nos estágios finais de preparação para um novo álbum com lançamento previsto para o final de outubro. Logo depois, uma fonte da Big Hit Music confirmou ao Newsen, “TXT está se preparando para um retorno no final de outubro.” No dia 21 de setembro à meia-noite KST, o TXT compartilhou um teaser intitulado “minisode1: Blue Hour”, o título de seu próximo lançamento. Também foi revelada a data de lançamento, marcada para 26 de outubro às 18h KST. O conceito do novo álbum de TXT é supostamente revigorante, contrastando com o retorno anterior com seu segundo mini-álbum “The Dream Chapter: ETERNITY” e sua faixa título “ Can't You See Me? ”, que mostrou um conceito mais sombrio.

## Integrantes
- Yeonjun (hangul: 연준), nascido Choi Yeon-jun (hangul: 최연준) em Seongnam, Gyeonggi, Coreia do Sul em 13 de setembro de 1999 (25 anos). Dançarino principal, vocalista líder e rapper principal.
- Soobin (hangul: 수빈), nascido Choi Soo-bin (hangul: 최수빈) em Ansan, Gyeonggi, Coreia do Sul em 5 de dezembro de 2000 (24 anos). Líder, vocalista, dançarino.
- Beomgyu (hangul: 범규), nascido Choi Beom-gyu (hangul: 최범규) em Daegu, Coreia do Sul em 13 de março de 2001 (24 anos). Vocalista, dançarino líder, centro, visual.
- Taehyun (hangul: 태현), nascido Kang Tae-hyun (hangul: 강태현) em Gangnam, Seul, Coreia do Sul em 5 de fevereiro de 2002 (23 anos). Vocalista principal e dançarino.
- Hueningkai (hangul: 휴닝카이), nascido Kai Kamal Huening (hangul: 카이 카말 휴닝) em Honolulu, Havaí, Estados Unidos em 14 de agosto de 2002 (22 anos). Vocalista líder, dançarino, visual e maknae.

## Turnês
Em abril de 2019, o TXT anunciou sua primeira turnê, um show de estreia com seis shows na maioria dos principais mercados dos EUA, incluindo Nova York, Chicago, Los Angeles, Dallas, Orlando e Atlanta. Os ingressos para todos os shows foram vendidos em menos de 24 horas.

## Discografia

### Extended playou Mini-Álbuns
| Título                     | Detalhes | Melhor posição nas paradas | Melhor posição nas paradas | Melhor posição nas paradas | Melhor posição nas paradas | Melhor posição nas paradas | Melhor posição nas paradas | Melhor posição nas paradas | Melhor posição nas paradas | Melhor posição nas paradas | Vendas                                        | Certificações                      |
| Título                     | Detalhes | KOR                        | AUS                        | BEL (FL)                   | CAN                        | JPN                        | JPN Hot                    | SWI                        | US                         | US World                   | Vendas                                        | Certificações                      |
| -------------------------- | --- | -------------------------- | -------------------------- | -------------------------- | -------------------------- | -------------------------- | -------------------------- | -------------------------- | -------------------------- | -------------------------- | --------------------------------------------- | ---------------------------------- |
| The Dream Chapter: Magic   | - Lançamento: 21 de outubro de 2019 (KOR) - Gravadoras: Big Hit Entertainment, Republic Records - Formatos: CD, digital download, streaming                                       | 1                          | —                          | 125                        | —                          | 11                         | —                          | —                          | —                          | 3                          | - KOR: 512,816 - JPN: 14,296 - US: 2,000      | - KMCA: Platinum                   |
| Still Dreaming             | - Lançamento: 20 de janeiro de 2021 (JPN) - Gravadoras: Big Hit, Universal Music Japan, Republic - Formatos: CD, DVD, digital download, streaming                                 | —                          | —                          | —                          | —                          | 1                          | 1                          | —                          | 173                        | 4                          | - JPN: 108,188                                | - RIAJ: Gold                       |
| The Chaos Chapter: Freeze  | - Lançamento: 31 de maio de 2021 (KOR) - Relançamento The Chaos Chapter: Fight Or Escape: 17 de agosto de 2021 - Label: Big Hit Music - Formatos: CD, digital download, streaming | 1                          | —                          | 17                         | 49                         | 1                          | 1                          | 15                         | 5                          | 1                          | - KOR: 1,082,385 - JPN: 184,528 - US: 154,000 | - KMCA: Million - RIAJ: Gold       |
| Sweet                      | - Lançamento: 5 de julho de 2023 (JPN) - Gravadora: Big Hit, Universal, Republic - Formatos: CD, DVD, digital download, streaming                                                 | —                          | —                          | —                          | —                          | 1                          | 1                          | 78                         | 54                         | 3                          | - JPN: 335,149                                | - RIAJ: 2× Platinum                |
| The Name Chapter: Freefall | - Lançamento: 13 de outubro de 2023 (KOR) - Gravadoras: Big Hit, Republic - Formatos: CD, digital download, streaming                                                             | 1                          | 31                         | 14                         | 63                         | 1                          | 1                          | 12                         | 3                          | 1                          | - KOR: 2,736,664 - JPN: 277,009 - US: 106,000 | - KMCA: 4×Million - RIAJ: Platinum |

| Título                       | Detalhes do álbum | Melhor posição nas paradas | Melhor posição nas paradas | Melhor posição nas paradas | Melhor posição nas paradas | Melhor posição nas paradas | Melhor posição nas paradas | Melhor posição nas paradas | Melhor posição nas paradas | Vendas                                           |
| Título                       | Detalhes do álbum | KOR                        | BEL                        | CAN                        | FRA Dig.                   | JPN                        | SWI                        | US                         | UK                         | Vendas                                           |
| ---------------------------- | --- | -------------------------- | -------------------------- | -------------------------- | -------------------------- | -------------------------- | -------------------------- | -------------------------- | -------------------------- | ------------------------------------------------ |
| The Dream Chapter: Star      | - Lançamento: 4 de março de 2019 - Gravadora: Big Hit - Formatos: CD, download digital, streaming                           | 1                          | 98                         | 100                        | 11                         | 3                          | 58                         | 140                        | 20                         | - KOR:194,051+ - JPN: 12,920+ - US: 4,000+       |
| The Dream Chapter: Eternity  | - Lançamento: 18 de maio de 2020 - Gravadora: Big Hit - Formatos: CD, download digital, streaming                           | 2                          | -                          | -                          | -                          | 1                          | -                          | 4                          | -                          | - KOR: 247,153+ - JPN: 37.099+                   |
| minisode1: Blue Hour         | - Lançamento: 26 de outubro de 2020 - Gravadora: Big Hit - Formatos: CD, download digital, streaming                        | 1                          | 129                        | -                          | -                          | 1                          | -                          | 1                          | 10                         | - KOR: - - JPN: -                                |
| Chaotic Wonderland           | - Lançamento: 10 de novembro de 2021 (JPN) - Gravadora: Big Hit Music, Republic - Formatos: CD, download digital, streaming | -                          | -                          | -                          | -                          | 1                          | -                          | 1                          | -                          | - KOR: 970,034 - JPN: 43,870 (Phy.) - US: 18,000 |
| minisode2: Thursday's Child  | - Lançamento: 9 de maio de 2022 - Gravadora: Big Hit Music, Republic - Formatos: CD, download digital, streaming            | 1                          | 14                         | 44                         | 9                          | 1                          | 1                          | 1                          | -                          | - KOR: 1,902,020 - JPN: 180,289 - US: 229,000    |
| The Name Chapter: Temptation | - Lançamento: 27 de janeiro de 2023 - Gravadora: Big Hit Music, Republic - Formatos: CD, download digital, streaming        | 1                          | 5                          | 15                         | 3                          | 1                          | 7                          | 1                          | 5                          | - KOR: 3,138,795 - JPN: 209,904 - US: 395,000    |

### Singles
| Título                                                                 | Ano  | Posição nas paradas | Posição nas paradas | Posição nas paradas | Posição nas paradas | Álbum                       |
| Título                                                                 | Ano  | KOR                 | KOR Hot             | NZ Hot              | US World            | Álbum                       |
| ---------------------------------------------------------------------- | ---- | ------------------- | ------------------- | ------------------- | ------------------- | --------------------------- |
| "CROWN" (어느 날 머리에서 뿔이 자랐다)                                 | 2019 | 86                  | 21                  | 29                  | 1                   | The Dream Chapter: Star     |
| "9 and Three Quarters (Run Away)" (9와 4분의 3 승강장에서 너를 기다려) | 2019 | 109                 | 71                  | 26                  | 2                   | The Dream Chapter: Magic    |
| "Can't You See Me" (세계가 불타버린 밤, 우린... )                      | 2020 | 66                  | 52                  | -                   | 2                   | The Dream Chapter: Eternity |

## Concertos e eventos
| Ano  | Nome                         | Data           | Cidade      | País de origem | Local                      | Ref.            |
| ---- | ---------------------------- | -------------- | ----------- | -------------- | -------------------------- | --------------- |
| 2019 | SBS Super Concert in Gwangju | 28 de abril    | Gwangju     | Coreia do Sul  | Gwangju World Cup Stadium  | [ 126 ] [ 127 ] |
| 2019 | Wango Tango                  | 1 de julho     | Los Angeles | Estados Unidos | Dignity Health Sports Park | [ 128 ] [ 129 ] |
| 2019 | KCON 2019 NY                 | 6 a 7 de julho | Nova Iorque | Estados Unidos | Madison Square Garden      | [ 130 ] [ 130 ] |

## Filmografia

### Music Videos
| Ano  | Título             | Diretor                          | Notas                       | Ref.            |
| ---- | ------------------ | -------------------------------- | --------------------------- | --------------- |
| 2019 | "CROWN"            | Oui Kim                          | Inclui a versão coreografia | [ 131 ] [ 132 ] |
| 2019 | "Blue Orangeade"   | Kim Jakyoung                     | Lyric video                 | [ 133 ]         |
| 2019 | "Cat & Dog"        | UNDERMOOD FILM                   | Inclui a versão em inglês   | [ 134 ] [ 135 ] |
| 2019 | "Nap of a Star"    | Seong Wonmo                      | Cinemática, TU              | [ 136 ]         |
| 2019 | "Run Away"         | Oui Kim, Yongseok Choi (Lumpens) | -                           | [ 137 ]         |
| 2019 | "Magic Island"     | Wonmo Seong                      | Cinemática, TU              | [ 138 ]         |
| 2019 | "Angel or Devil"   | Kim Ja Kyoung                    | -                           | [ 139 ]         |
| 2020 | "Can't You See Me" | Oui Kim (OUI)                    | -                           | [ 140 ]         |
| 2020 | "PUMA"             | Guzza (Lumpens)                  | -                           | [ 141 ]         |

### TV e internet
| Ano  | Título                      | Network          | Notas                               | Ref.            |
| ---- | --------------------------- | ---------------- | ----------------------------------- | --------------- |
| 2019 | ONE DREAM.TXT               | Mnet             | Reality show sobre TXT, 8 episódios | [ 142 ]         |
| 2019 | TALK X TODAY                | V Live & Youtube | Reality show sobre TXT, 2 temporada | [ 143 ]         |
| 2019 | Ban Ban Show                | SBS MTV          | Convidados, Ep. 4                   | [ 144 ]         |
| 2019 | Idol Radio                  | MBC Radio        | Convidados, Ep. 178 e 402           | [ 145 ] [ 146 ] |
| 2019 | We K-pop                    | KBS World        | Convidados, Ep. 18                  | [ 147 ]         |
| 2019 | Idol Room                   | JTBC             | Convidados, Ep. 76                  | [ 148 ]         |
| 2020 | TO DO X TOMORROW X TOGETHER | V Live           | Show de variedades sobre TXT        | [ 58 ]          |

## Premiações e indicações

### Prêmios de programas musicais

#### The Show
| Ano  | Data          | Canção                            |
| ---- | ------------- | --------------------------------- |
| 2019 | 12 de março   | "Crown"                           |
| 2019 | 29 de outubro | "9 And Three Quarters (Run Away)" |
| 2020 | 26 de maio    | "Can't You See Me""               |

#### M! Countdown
| Ano  | Data        | Canção  |
| ---- | ----------- | ------- |
| 2019 | 14 de março | "Crown" |

#### Show Champion
| Ano  | Data        | Canção              |
| ---- | ----------- | ------------------- |
| 2019 | 20 de março | "Crown"             |
| 2020 | 27 de maio  | "Can't You See Me"" |